# Бобруйский государственный медицинский колледж
Бобруйский госуда́рственный медицинский колледж (БГМК) (белор. Бабруйскі дзяржа́ўны медыцынскі каледж) — медицинских колледж в городе Бобруйск, Республика Беларусь.

## История
Бобруйское медицинское училище было основано 28 июля 1931 г. и называлось медтехникумом. До Великой Отечественной войны состоялось восемь выпусков. В 1945 г. техникум возобновил свою работу. В 1954 г. техникум переименован в медицинское училище. В 1956 г. на базе училища созданы республиканские курсы, а затем училище усовершенствования средних медицинских работников по 13 специальностям.
В 1963 г. вновь открыто медицинское училище по подготовке медсестер, акушерок, фельдшеров. На курсах, впоследствии отделении, продолжилось повышение квалификации средних медицинских работников.
В 2006 году создано учреждение образования «Бобруйский государственный центр подготовки, повышения квалификации и переподготовки медицинских кадров».
10 января 2012 г. центр переименован в учреждение образования «Бобруйский государственный медицинский колледж», который является правопреемником имущественных и неимущественных прав и обязанностей учреждения образования «Бобруйский государственный центр подготовки, повышения квалификации и переподготовки медицинских кадров».
Бобруйское медицинское училище за достигнутые успехи в подготовке медицинских кадров и в связи с 50-летием со дня основания Указом Президиума Верховного Совета БССР от 27 августа 1981 года награждено Почетной грамотой Верховного Совета. Коллектив учреждения неоднократно поощрялся за высокие результаты работы Министерством здравоохранения СССР, Министерством здравоохранения Республики Беларусь, Могилевским областным исполнительным комитетом, Бобруйским городским исполнительным комитетом.
В 2012 году вновь начинается подготовка средних медицинских работников по специальностям 2-79 01 01 Лечебное дело (квалификация фельдшер-акушер), 2-79 01 31 Сестринское дело (квалификация медицинская сестра). Сроки обучения — 2 года 10 месяцев.
Повышение квалификации в учреждении образования осуществляется по профилю «Здравоохранение», направлению образования «Профилактика, диагностика, лечение, реабилитация и организация здравоохранения». Форма обучения очная (с отрывом от работы), срок обучения составляет 0,25-0,5 месяца. Переподготовка медицинских кадров осуществляется по специальностям 2-81 04 04 Хирургия, 2-81 04 07 Лечебный массаж, 2-81 04 05 Рентгенология, 2-81 04 06 Физиотерапия, 2-81 04 02 Анестезиология, 2-81 04 03 Диетология, 2-81 04 11 Амбулаторно-поликлиническая помощь. Форма обучения очная (с отрывом от производства), срок обучения составляет 3 — 4 месяца.

## Виды деятельности
В соответствии с предметом деятельности, целями и задачами колледж осуществляет виды деятельности, разрешенные законодательством Республики Беларусь и предусмотренные Общегосударственным классификатором Республики Беларусь 005—2006 «Виды экономической деятельности»:
образовательная деятельность:
1. подготовка специалистов по следующим специальностям: 2-79 01 31 «Сестринское дело» ; 2-79 01 01 «Лечебное дело» на бюджетной и платной основе;
2. повышение квалификации и переподготовка специалистов со средним медицинским и фармацевтическим образованием по соответствующим специальностям;